# روز جهانی ریشه‌کنی فقر

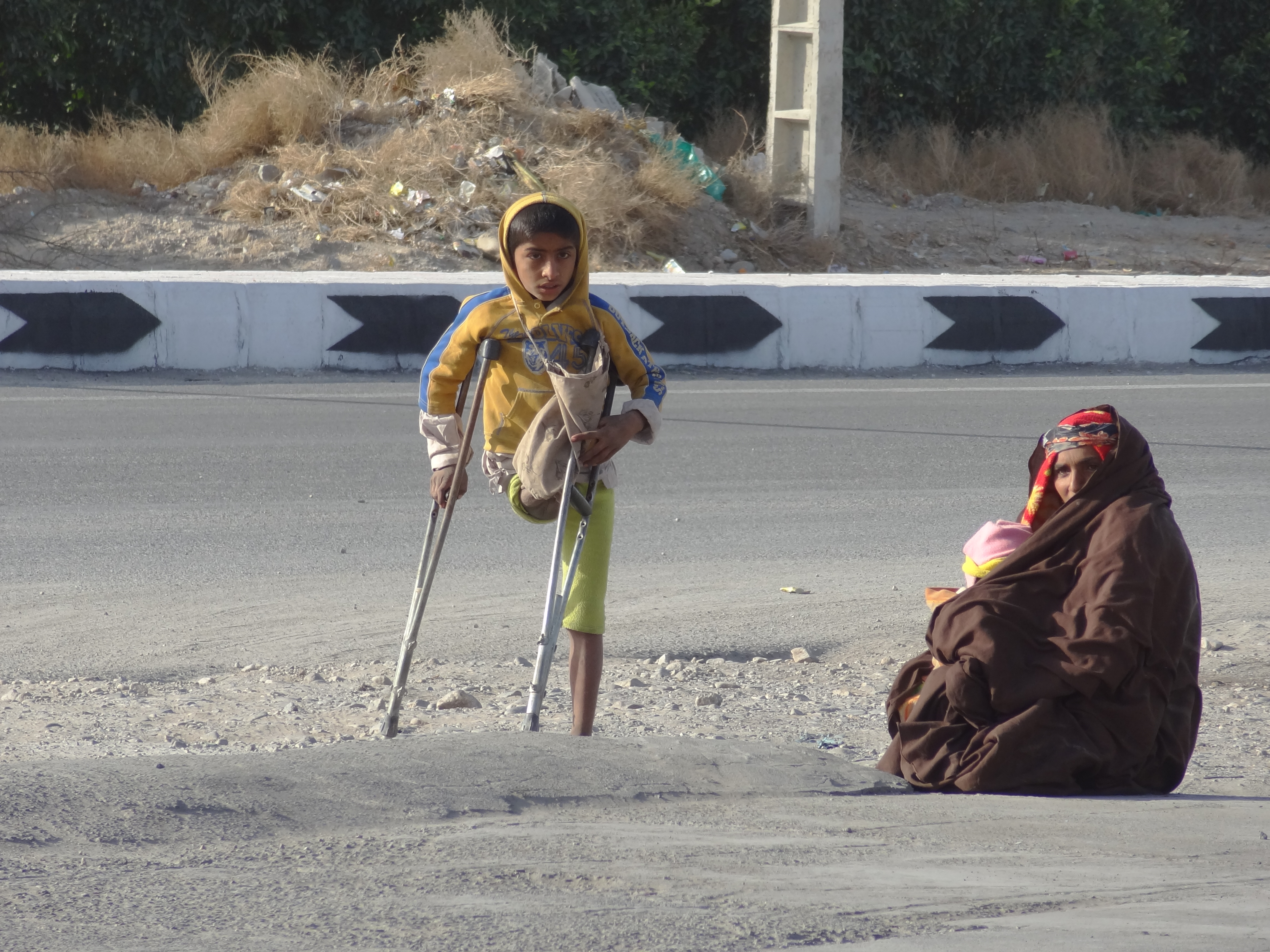
یک کودک و مادر فقیر در جنوب کرمان، مشغول به تکدی گری

روز جهانی ریشه‌کنی فقر (انگلیسی:International Day for the Eradication of Poverty)، هفدهم اکتبر و ۲۵ مهر هر سال است.این روز در سال ۱۹۹۲ در سازمان ملل متحد ثبت شد.سابقه برگزاری روز جهانی مبارزه با فقر به سال ۱۹۸۷ و گردهمایی حدود ۱۰۰ هزار نفر در مورد حقوق و آزادی بشر در میدان تروکادرو پاریس برگزار شد، که محل امضای اعلامیه جهانی حقوق بشر در سال ۱۹۴۸ بوده‌است. وریسینسکی، بنیان‌گذار جنبش بین‌المللی ATD Fourth World، و می‌توان به سنگ یاد بود آن اشاره کرد. در سال ۱۹۹۲، چهار سال پس از مرگ وی، سازمان ملل روز ۱۷ اکتبر ۲۵ مهر رسماً روز جهانی مبارزه با فقر را به رسمیت شناخت.
هر جا که مردان و زنان محکوم به فقر شدید باشند، حقوق بشر نقض می‌شود. وظیفهٔ رسمی و انسانی ما است که به این حقوق احترام بگذاریم.

## هدف و فلسفه
وریسینسکی، در اوایل فعالیت خود به عنوان یک فعال، متوجه گردید که تمایل دولت به نادیده گرفتن سختی کسانی که در فقر زندگی می‌کنند، منجر به احساس نادیده گرفته شدن، شرم و تحقیر می‌شود.یکی از اهداف اولیه این روز به رسمیت شناختن مبارزات فقیرنشینان و رساندن صدای خود به دولت‌ها و شهروندان عادی می‌باشد.
مشارکت فقیرترین افراد جنبه مهمی از رعایت روز است. 

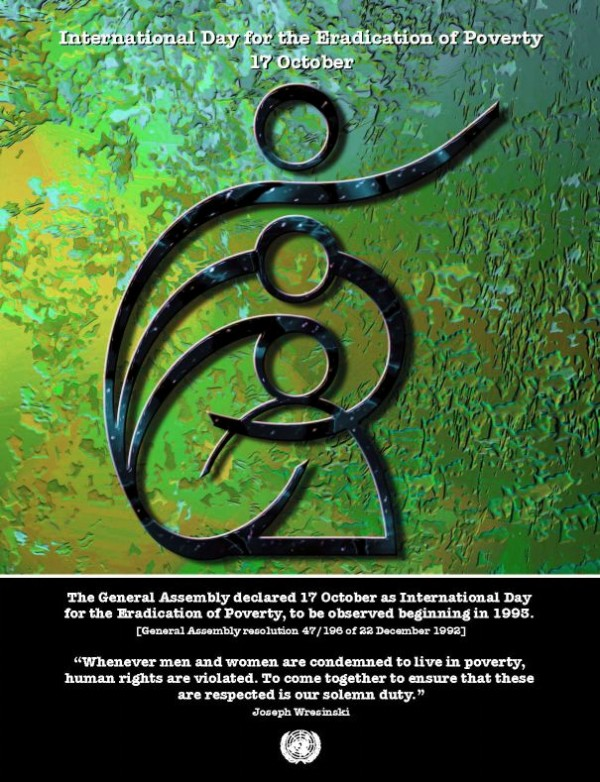
یکی از پوسترهای سازمان ملل در روز جهانی ریشه‌کنی فقر